# SE Matonense
Sociedade Esportiva Matonense – brazylijski klub piłkarski z siedzibą w mieście Matão leżącym w stanie São Paulo.

## Osiągnięcia
- Mistrz II ligi stanu São Paulo (Campeonato Paulista A2): 1997
- Mistrz III ligi stanu São Paulo (Campeonato Paulista A2): 1996
- Mistrz IV ligi stanu São Paulo (Campeonato Paulista B1): 1995

## Historia
Matonense założony został 24 maja 1976. Najlepszy okres klubu to lata 1998–2002, kiedy to Matonense grał w jednej z najsilniejszych lig świata - I lidze stanu São Paulo (Campeonato Paulista). W 2000 roku klub wziął udział w rozgrywkach I ligi brazylijskiej, której mistrzostwa w tym sezonie nosiły nazwę Copa João Havelange. Na 116 uczestników Matonense uplasował się na 81 miejscu.
W 2002 roku klub spadł do II ligi stanowej, co było zapowiedzią gorszego okresu. W 2005 klub spadł do III ligi, a w 2006 - do IV ligi.